# Дей, Чарльз
Чарльз Уорд «Чак» Дей (англ. Charles Ward "Chuck" Day; 19 октября 1914 или 19 октября 1916, Колвилл, Вашингтон — 26 мая 1962, Сиэтл, Вашингтон) — американский гребец, выступавший за сборную США по академической гребле в середине 1930-х годов. Чемпион летних Олимпийских игр в Берлине, победитель и призёр многих студенческих регат. Участник Второй мировой войны.

## Биография
Чарльз Дей родился 19 октября 1914 года в городе Колвилл, штат Вашингтон.
Начал заниматься академической греблей во время учёбы в Вашингтонском университете в Сиэтле, состоял в местной гребной команде «Вашингтон Хаскис», неоднократно принимал участие в различных студенческих регатах, в частности в восьмёрках дважды выигрывал чемпионат Межуниверситетской гребной ассоциации (IRA).
Наивысшего успеха в гребле на международном уровне добился в сезоне 1936 года, когда вошёл в основной состав американской национальной сборной и благодаря череде удачных выступлений удостоился права защищать честь страны на летних Олимпийских играх в Берлине. В составе распашного экипажа-восьмёрки с рулевым в финале обошёл всех своих соперников, в том числе более чем на полсекунды опередил ближайших преследователей из Италии, и тем самым завоевал золотую олимпийскую медаль.
Позже учился в медицинской школе. Во время Второй мировой войны служил в Военно-морских силах США. Являлся судовым врачом, принимал участие в боевых действиях на юге Тихого океана.
По окончании войны вернулся в Сиэтл и стал практикующим гинекологом.
Был заядлым курильщиком и умер от рака лёгкого 26 мая 1969 года в Сиэтле в возрасте 47 лет.